# سینکو
سینکو (انگلیسی: Cinco) فیلمی در ژانر وحشت روان‌شناختی است که در سال ۲۰۱۰ منتشر شد.